# Бумтанг (провинция)
Бумтанг (дзонг-кэ བུམ་ཐང་, вайли bum-thang) — одна из девяти исторических провинций Бутана.
Находилась на северо-центре Бутана. Центром провинции являлся город Джакар, в котором находился Джакар-дзонг — крепость «губернатора» — Бумтанг-дзонгпена. Однако в конце XIX века фактическая власть перешла к Тронгса-пенлопу .